# Klonowa (gemeente)
De gemeente Klonowa is een landgemeente in het Poolse woiwodschap Łódź, in powiat Sieradzki.
De zetel van de gemeente is in Klonowa.
Op 30 juni 2004 telde de gemeente 3066 inwoners.

## Oppervlakte gegevens
In 2002 bedroeg de totale oppervlakte van gemeente Klonowa 95,37 km², waarvan:
- agrarisch gebied: 63%
- bossen: 32%

De gemeente beslaat 6,4% van de totale oppervlakte van de powiat.

## Demografie
Stand op 30 juni 2004:
| Omschrijving                   | Totaal | Totaal | Vrouwen | Vrouwen | Mannen | Mannen |
| ------------------------------ | ------ | ------ | ------- | ------- | ------ | ------ |
| eenheid                        | aantal | %      | aantal  | %       | aantal | %      |
| inwoners                       | 3066   | 100    | 1554    | 50,7    | 1512   | 49,3   |
| bevolkingsdichtheid (inw./km²) | 32,1   | 32,1   | 16,3    | 16,3    | 15,9   | 15,9   |

In 2002 bedroeg het gemiddelde inkomen per inwoner 1310,07 zł.

## Administratieve plaatsen (sołectwo)
Grzyb, Klonowa, Kuźnica Błońska, Kuźnica Zagrzebska, Leliwa (sołectwa: Leliwa I en Leliwa II), Lesiaki, Lipicze, Owieczki, Pawelce, Świątki.

## Aangrenzende gemeenten
Brąszewice, Czajków, Galewice, Lututów, Złoczew